# Frank Duveneck

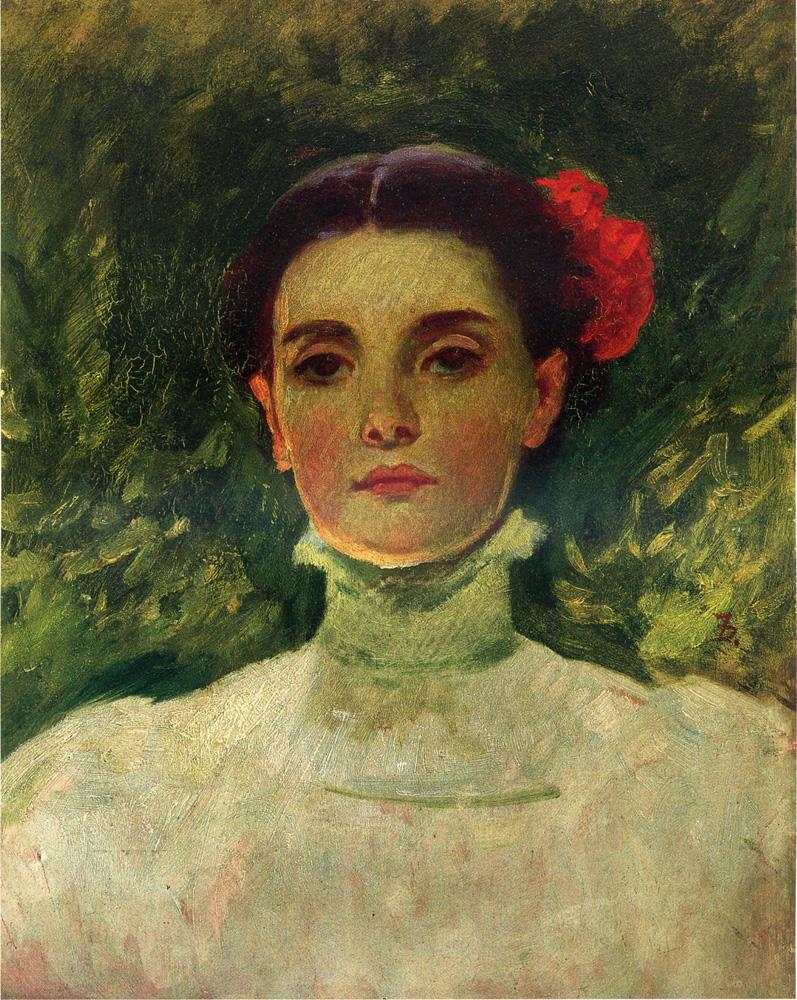
Portret Maggie Wilson, 1898, Museum of Fine Arts, Houston

Frank Duveneck (ur. 9 października 1848 w Covington, zm. 3 stycznia 1919 w Cincinnati) – amerykański malarz, rzeźbiarz, grawer i pedagog.

## Życiorys
Był synem niemieckich emigrantów, po śmierci ojca Bernarda Deckera jego matka wyszła ponownie za mąż, a Frank przyjął nazwisko ojczyma Duveneck. Naukę malarstwa podjął początkowo w Cincinnati u malarza dekoratora Johanna Schmitta. W 1869 wyjechał do Niemiec, by kontynuować naukę w Akademii Królewskiej w Monachium pod kierunkiem Williama Chase’a. Po ukończeniu nauki otworzył własną szkołę w Monachium.
W 1886 ożenił się ze swoją uczennicą, malarką Elizabeth Boot. Małżeństwo trwało zaledwie dwa lata, Elizabeth zmarła w Paryżu na zapalenie płuc, żyła tylko 22 lata. Przygnębiony osobistą tragedią artysta odsunął się od malarstwa i przez pewien czas zajmował się rzeźbą. Do końca życia mieszkał w Covington i nauczał w Art Academy of Cincinnati. Wśród jego licznych uczniów byli m.in. John White Alexander (1856–1915), Joseph Rodefer deCamp (1858–1923), Kenyon Cox (1856–1919), Louis Charles Moeller (1855–1930) i John Henry Twachtman (1853–1902).
Duveneck malował początkowo głównie realistyczne portrety, po długich wizytach we Włoszech i Francji zaczął malować pejzaże i sceny rodzajowe. Jego styl stopniowo ewoluował w stronę impresjonizmu. Artysta posługiwał się techniką olejną, wykonywał też akwaforty. Jego prace znajdują się w Metropolitan Museum of Art w Nowym Jorku, National Gallery of Art w Waszyngtonie, Cincinnati Art Museum, Richmond Art Museum oraz Kenton County Library w Covington.